# Challenge de la Renommée
Le Challenge de la Renommée est une compétition française de football disputée chaque saison entre 1914 et 1919. Il s'agit d'une compétition amateur organisée par la Ligue de football association (LFA).

## Palmarès
| Édition   | Vainqueur            |
| --------- | -------------------- |
| 1914-1915 | Olympique            |
| 1915-1916 | Olympique (2)        |
| 1916-1917 | Olympique (3)        |
| 1917-1918 | Club français        |
| 1918-1919 | Red Star Amical Club |

### Saison 1915-1916
Quatorze équipes participent à la première série.

### Saison 1917-1918
La finale se déroule entre le Club français et l'US Suisse.

### Saison 1918-1919
Seize équipes disputent ce championnat réparties en deux groupes.